# San Jerónimo Sosola
San Jerónimo Sosola è un comune del Messico, situato nello stato di Oaxaca.